# Verden (Aller)
Verden (Aller) ([ˈfeːɐ̯dn̩] ⓘ) (Plattdeutsch Veern) ist die Kreisstadt des Landkreises Verden in Niedersachsen und eine selbständige Gemeinde. Die Stadt liegt in der Mittelweserregion an der Aller unmittelbar vor deren Mündung in die Weser. Sie trägt als Zentrum der Pferdezucht und des Pferdesports den Beinamen Reiterstadt. Der Zusatz „Aller“ hat sich zu einer Zeit eingebürgert, in der im deutschsprachigen Raum für die heute französische Stadt Verdun ebenfalls der Name „Verden“ gebräuchlich war. Der Stadtname stammt von „Furt“ oder „Fähre“. Die Stadt lag günstig an einer Furt durch die Aller, in der Nähe einer wichtigen Handelsstraße.

## Geografie
Verden liegt kurz vor der Mündung der Aller in die Weser, die die westliche Grenze des Stadtgebietes bildet. Im Nordosten der Stadt befindet sich die Achim-Verdener Geest. Die Stadt befindet sich etwa 35 km von Bremen und 70 km von Hannover entfernt. Die Verdener Altstadt liegt östlich der Aller, direkt gegenüber befindet sich der Stadtteil Hönisch. Benachbarte Gebietskörperschaften und Samtgemeinden sind Langwedel, Blender (zur Samtgemeinde Thedinghausen), Hilgermissen (zur Samtgemeinde Grafschaft Hoya, Landkreis Nienburg), Dörverden und Kirchlinteln.

### Stadtteile

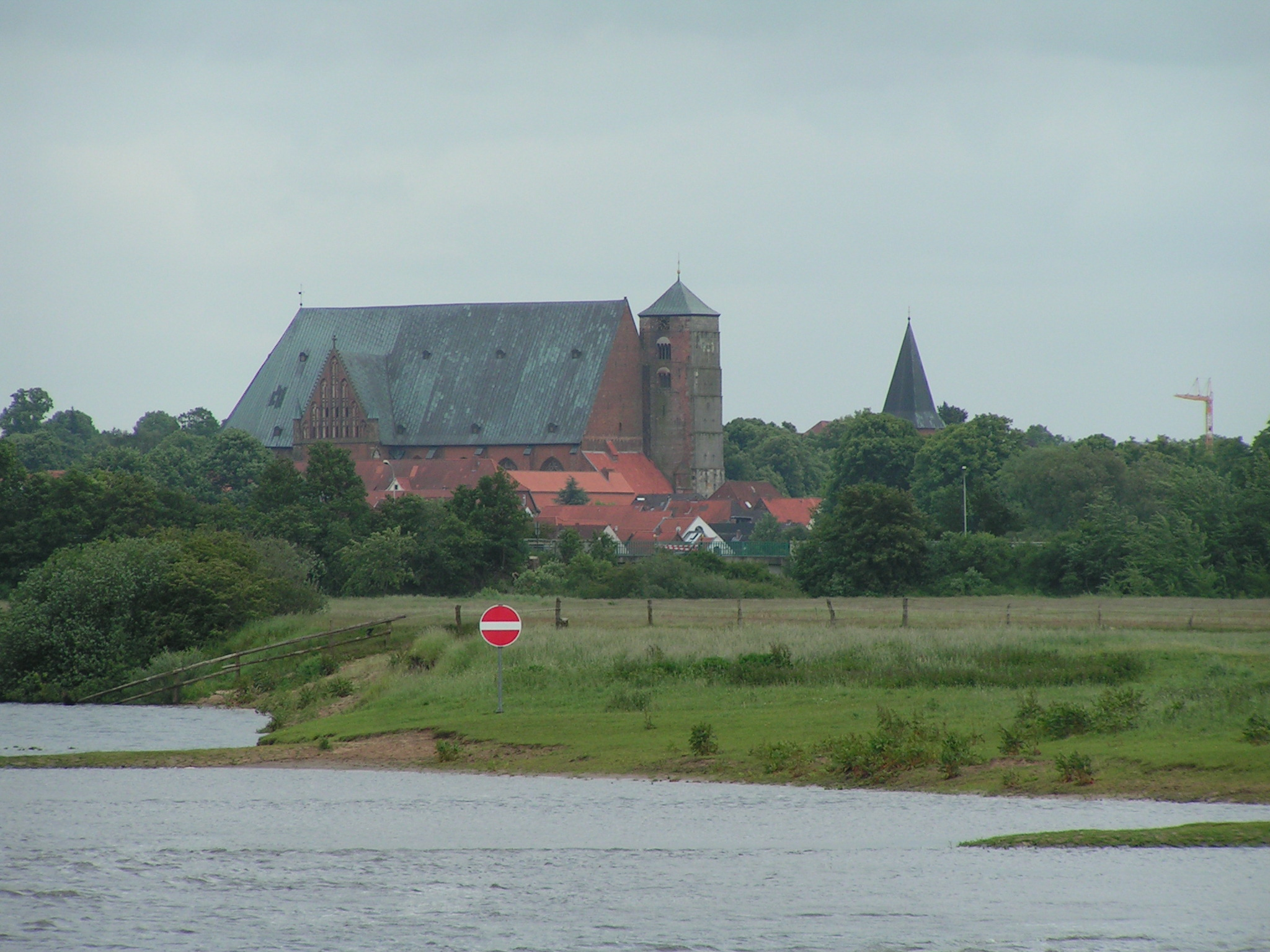
Dom

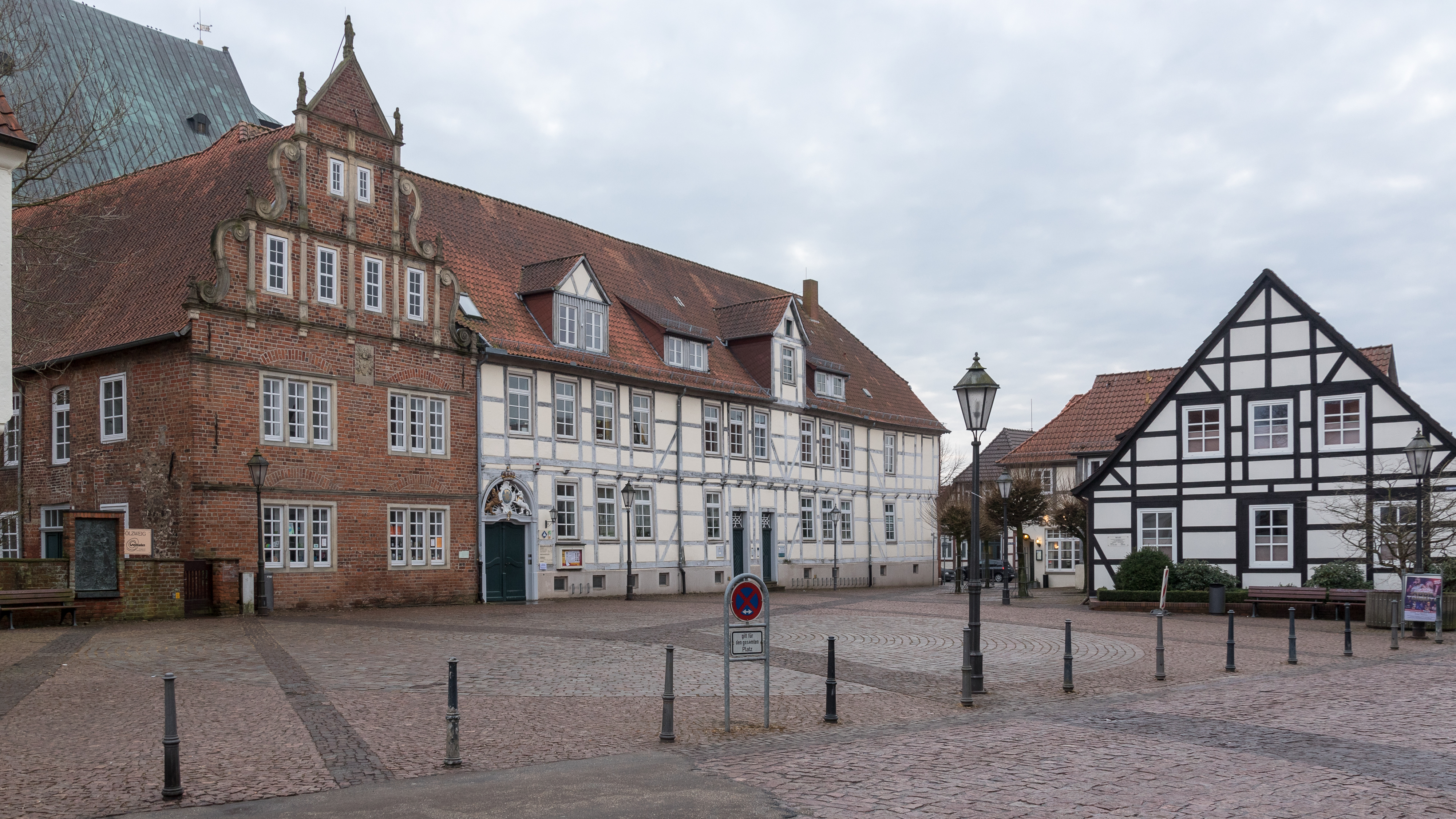
„Lugenstein“ (2018)

Die Stadt Verden ist eine Einheitsgemeinde und besteht neben der Innenstadt aus sieben Ortschaften mit jeweils eigenem Ortsrat:
- Borstel
- Dauelsen einschließlich Halsmühlen und Eissel
- Döhlbergen-Hutbergen einschließlich Groß-Hutbergen, Klein-Hutbergen und Rieda
- Eitze
- Hönisch
- Scharnhorst
- Walle

### Nachbargemeinden
Verden grenzt an folgende Nachbarkommunen, die, sofern nicht anders vermerkt, ebenfalls zum Landkreis Verden gehören:
|                                         | Langwedel (Weser)                           |              |
| Blender                                 | Kompassrose, die auf Nachbargemeinden zeigt | Kirchlinteln |
| Hilgermissen (Landkreis Nienburg/Weser) | Dörverden                                   |              |

## Geschichte

### Vor- und Frühgeschichte
Bis in die frühe Eisenzeit lassen sich im Weichbild der Stadt Spuren menschlicher Siedlung nachweisen. So wurde in den 1940er Jahren der älteste Jagdspeer der Menschheitsgeschichte in einer Mergelgrube im nahegelegenen Ort Lehringen entdeckt. Die ersten Spuren sesshaften Lebens im Bereich der unteren Aller liegen mit Funden von Gehöftgruppen aus dem 6. Jahrhundert v. Chr. vor. Seit dieser Zeit ist die Gegend rund um Verden vermutlich durchgehend besiedelt gewesen, auch wenn die Siedlungsstandorte immer wieder gewechselt haben. Im Bereich des Verdener Doms finden sich Siedlungsspuren in Form von Pfostengruben aus dem Zeitraum zwischen 660 und 210 v.Chr.
Aber nicht nur als Siedlungsraum war die Region rund um Verden schon in der Frühgeschichte von Bedeutung. Auch spielte sich hier ein gewisser Fernhandel ab. Bronzezeitliche Hortfunde, also Funde von Handelswaren, die mutmaßlich fahrende Händler in Flussnähe versteckt hatten, zeugen von einem Handelsverkehr, der den Standort des heutigen Verden passierte und von Irland über Thüringen, Süddeutschland und Frankreich bis nach Südeuropa reichte.
Im frühmittelalterlichen Sachsenreich befand sich nördlich des Domplatzes am sog. "Lugenstein" eine wichtige Thingstätte des "Sturmigau".

### Mittelalter und Frühe Neuzeit

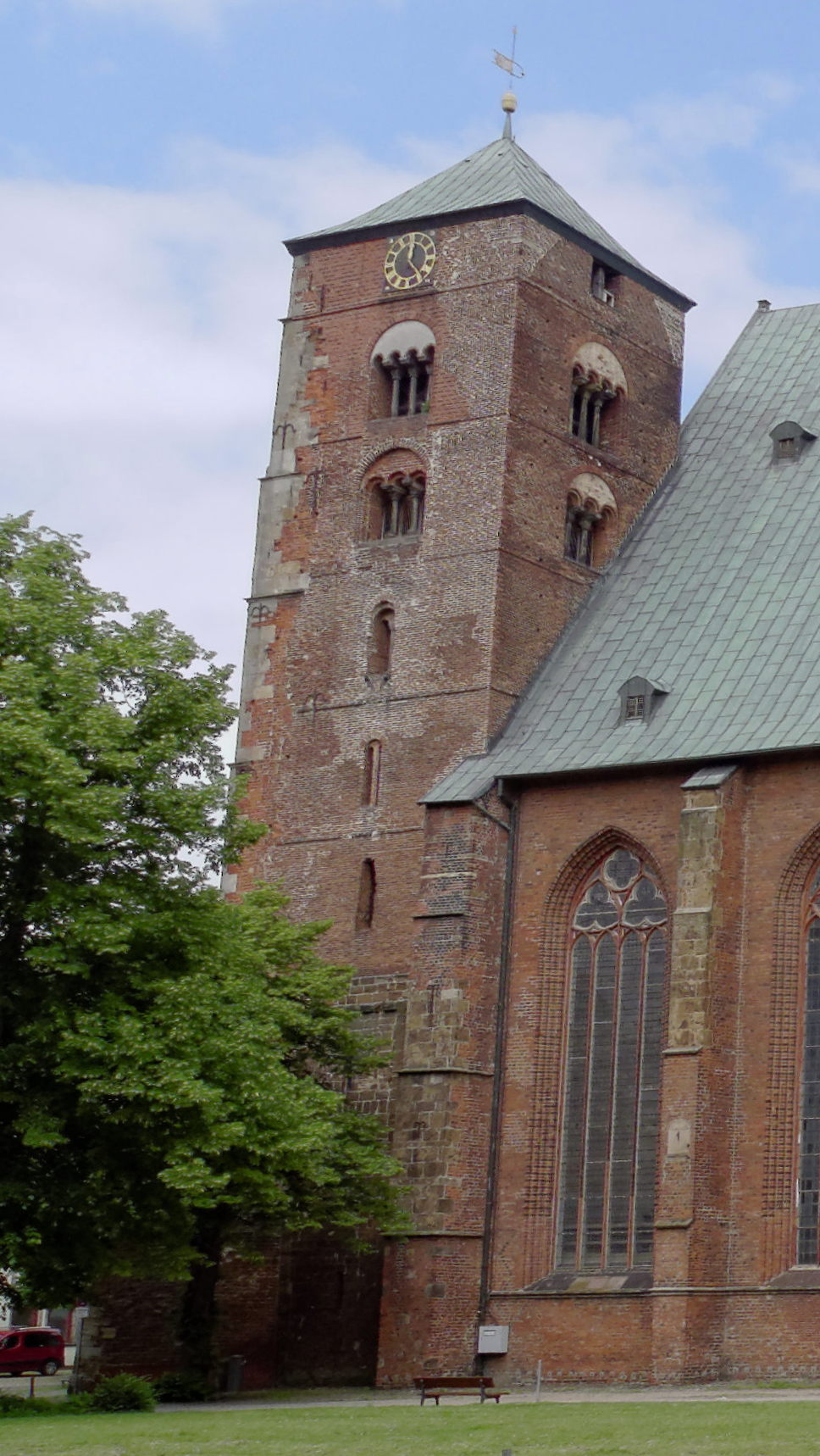
Turm des Doms, Südseite

Ferdi in Saxonia, unter dieser Bezeichnung wird Verden in einer Urkunde Karls des Großen zum ersten Mal in etwa heutiger Namensform erwähnt. Der Name weist auf Furt oder Fähre hin. Tatsächlich gabelte sich an dieser Stelle die Aller, wodurch der Fluss flacher wurde und eine geringere Strömung aufwies. So bildete sich eine natürliche Furt, welche es Reisenden auf den Überlandwegen ermöglichte, den Fluss zu überqueren, der ansonsten ein unüberwindbares Hindernis darstellte. Außerdem schiebt sich hier ein Ausläufer einer Geestplatte bis weit in die Aller-Weser-Niederung und endet nur wenige Meter neben dem Flusslauf. Diese Faktoren waren vermutlich ausschlaggebend für die Entstehung der ersten dauerhaften Siedlung in Verden.
782 fand im Rahmen der Unterwerfung der Sachsen im Verlauf der Sachsenkriege durch Karl den Großen hier das Blutgericht von Verden statt, bei dem angeblich 4500 aufständische Adelige hingerichtet wurden.
Um 850 wurde das Bistum Verden errichtet, das als kirchliche Diözese in der Reformation unterging. In den folgenden Jahrhunderten wuchs die Stadt aus zwei Siedlungskernen zusammen: der Norderstadt mit Rathaus und Johanniskirche und der Süderstadt mit dem geistigen Zentrum um den Dom, dem die Fischersiedlung an der Aller angegliedert war. Daneben bestand noch die Nikolaikirche am Sandberg. Außerhalb des Ortes bestand in der Zeit des 10./11. Jahrhunderts auf einer Anhöhe an der Aller die Alte Burg Verden als Wallburg. Vom 11. Jahrhundert bis 1648 bestand das Fürstbistum Verden als eigenständiges Territorium, in dem die Verdener Bischöfe und deren lutherische Rechtsnachfolger als Reichsfürsten herrschten. Am 12. März 1259 wurde Verden durch bischöfliches Privileg das Stadtrecht nach bremischen Recht verliehen. 1476 gründete Berthold II. von Landsberg das Augustinerinnen-Kloster Mariengarten „unser leven Frouven Rosengarten“ in der Norderstadt, in dessen Räume Franz Wilhelm von Wartenberg 1630 die Jesuiten einziehen ließ, sodass die Nonnen in das Kloster Frankenberg ziehen mussten. Im 15. Jahrhundert wurde Verden freie Reichsstadt bis zum Ende des Dreißigjährigen Krieges. 1568 ist die Reformation im „Stifte Verden“ durch den Landesherrn und evangelischen Bischof Eberhard von Holle (geb. 1531 in Uchte) eingeführt worden.

### Hexenverfolgung
Von 1517 bis 1683 fanden in Verden Hexenverfolgungen statt. 80 Frauen und neun Männer gerieten in Hexenprozesse, 26 Frauen und sechs Männer wurden verbrannt. Margarethe Sievers, 15 Jahre, Tochter eines Steinhauers, vermutlich nervenkrank, angezeigt von den eigenen Eltern, wurde 1618 enthauptet. Sechs Frauen starben unter der Folter, fünf in der Haft. Im Jahr 1606 wird bei 16 Prozessen vermerkt: Flucht, Prozessausgang unbekannt. Heinrich Rimphoff, ab 1642 Superintendent über das Bistum Verden, war für die Wiederaufnahme der Hexenverfolgungen im Bistum Verden verantwortlich. Zusammen mit dem Verdener Domkapitel, dem Magistrat und der juristischen Fakultät der Universität Rinteln war er 1647 treibende Kraft in einem Hexenprozess, der für mehrere Frauen mit dem Tod endete.
Der Hexenprozess gegen Catharine Wolpmann war der Auslöser dafür, dass Königin Christina 1649 im schwedischen Königreich, zu dem Verden an der Aller damals gehörte, Hexenprozesse verbot.

### Zugehörigkeit zu Schweden und Hannover, Napoleonische Zeit
Durch den Westfälischen Frieden fiel das Bistum Verden als Reichslehen an die schwedische Krone. 1667 wurden die Norder- und Süderstadt durch die schwedische Krone zwangsvereint. Im Schwedisch-Brandenburgischen Krieg wurde 1675 Verden in einem Feldzug durch mehrere Staaten des Heiligen Römischen Reiches und Dänemark erobert und blieb bis zum Kriegsende 1679 in alliiertem Besitz. Im Zuge des Frieden von Saint-Germain im Jahr 1679 fiel Verden wieder an Schweden. Durch Kauf kam Verden dann nach kurzer dänischer Herrschaft 1719 zum Kurfürstentum Braunschweig-Lüneburg, welches umgangssprachlich auch als Kurhannover bekannt war. Von 1765 bis 1805 war die Stadt Garnison des 5. Kurhannoverschen Kavallerie-Regiments. Von März bis Dezember 1810 war Verden Distrikthauptstadt im Departement der Elbe- und Weser-Mündung, einem Teil des Königreichs Westphalen. Dann wurde es vom Kaiserreich Frankreich annektiert und war bis Ende 1813 ein Teil des Departement der Wesermündungen. 1814 kam Verden wieder zu Kurhannover, das sich auf dem Wiener Kongress zum Königreich Hannover erhob und nahm als Garnison das Garde Husaren-Regiment auf.

### Preußen und Deutsches Kaiserreich
Nach dem von Hannover verlorenen Deutschen Krieg gelangte Verden wie das gesamte Königreich Hannover durch Annexion als Provinz zu Preußen. Ab 1873 führte das Haus Hohenzollern und somit der Deutsche Kaiser auch den Titel Fürst zu Verden. Bis zum Ersten Weltkrieg bestimmten Handel und Handwerk sowie zahlreiche örtliche und überörtliche Behörden und Dienststellen und die Garnison (erst Kavallerie, dann Artillerie – Ulanen-Regiment Nr. 14, Feld-Artillerie-Regiment Nr. 26) die Entwicklung Verdens.

### Weimarer Republik und Zeit des Nationalsozialismus
Während der letzten vier Reichstagswahlen verzeichnete die NSDAP im Altkreis Verden konsistent höhere Stimmenanteile als im Wahlkreis Ost-Hannover, zu dem Verden gehörte. Dieser Wahlkreis wiederum hatte im Vergleich zur Weimarer Republik insgesamt ebenfalls höhere Stimmenanteile für die NSDAP:
| Reichstagswahl vom | Altkreis Verden | Wahlkreis Ost-Hannover | Weimarer Republik |
| ------------------ | --------------- | ---------------------- | ----------------- |
| September 1930     | 20,6 %          | 20,6 %                 | 18,3 %            |
| Juli 1932          | 54,7 %          | 49,5 %                 | 37,3 %            |
| November 1932      | 44,4 %          | 42,9 %                 | 33,1 %            |
| März 1933          | 56,5 %          | 54,3 %                 | 43,9 %            |

Die Wehrmacht hatte in den zum Teil noch heute erhaltenen Kasernen Front- und Ersatztruppenteile sowie andernorts Kommandobehörden bzw. Dienststellen und andere Einrichtungen des Wehrkreis X untergebracht. Verden war ab November 1943 formeller Sitz eines Plünderungs-Sondergerichtes. Mit der Möbelfabrik Wöhler, dem Gaswerk sowie einzelnen Handwerksbetrieben („Sozialgewerk“) befanden sich in der Stadt Verden Firmen, die zivile Zwangsarbeiter einsetzten. Des Weiteren betrieb das KZ Neuengamme vom Januar bis April 1945 in Verden ein Außenlager, in dem acht KZ-Häftlinge für die SS-Bauleitung Verden beim Ausbau einer Schulungsstätte der Schutzstaffel (SS) im Sachsenhain arbeiten mussten. Von Kampfhandlungen blieb die Stadt weitgehend verschont.

### Nachkriegszeit

Gedenkmedaille zum 1000-jährigen Bestehen von eigenen Markt-, Münz-, Zoll- und Bannrechten

Zu Beginn der 1950er Jahre stellte die Sozialistische Reichspartei die stärkste Fraktion in Verden. Von 1945 bis 1993 war Verden Garnisonsstadt der Britischen Rheinarmee, unter anderem der britischen 7. Panzerdivision. Im Stadtgebiet siedelten sich viele Vertriebene aus Schlesien, Ostpreußen, Pommern, der Tschechoslowakei und Bessarabien an. Hinzu kamen in den 1960er Jahren Gastarbeiter aus Südeuropa und Anatolien. 1985 feierte die Stadt das 1000-jährige Bestehen von eigenen Markt-, Münz-, Zoll- und Bannrechten. Nach 1990 kamen viele Zuwanderer aus Osteuropa nach Verden, wo nicht zuletzt auch als Folge des Abzugs der britischen Truppen Wohnraum frei geworden war.

### Eingemeindungen
Am 1. Juli 1972 wurden die Gemeinden Borstel, Dauelsen, Döhlbergen, Eitze, Groß Hutbergen, Hönisch, Klein Hutbergen, Scharnhorst und Walle eingegliedert (→ Gebietsreform in Niedersachsen).

### Jüngere Geschichte
Im Jahr 2014 wurde anlässlich des 25. Jahrestages der deutschen Wiedervereinigung unter Schirmherrschaft und tätiger Mithilfe des Bürgermeisters Lutz Brockmann auf einer Kompensationsfläche an der Hamburger Straße (B 215), südlich des Restaurants Parthenon, ein Baumdenkmal für die Deutsche Einheit gepflanzt.

## Politik

### Rat
Der Rat der Stadt Verden (Aller) besteht aus 36 Ratsmitgliedern. Sie werden durch eine Kommunalwahl für fünf Jahre gewählt. Die aktuelle Amtszeit begann am 1. November 2021 und endet am 31. Oktober 2026. Stimmberechtigt im Stadtrat ist außerdem der hauptamtliche Bürgermeister. Die letzten Kommunalwahlen in Niedersachsen 2021 ergaben das folgende Ergebnis: (in Klammern die Veränderungen zur Kommunalwahl in Niedersachsen 2016)
- SPD: 11 Sitze (−2)
- CDU: 12 Sitze (−1)
- GRÜNE: 7 Sitze (+3)
- FDP: 4 Sitze (+1)
- LINKE: 1 Sitz (±0)
- Freie Wähler: 1 Sitz (+1)

### Bürgermeister
Lutz Brockmann (SPD) ist seit 2004 hauptamtlicher Bürgermeister der Stadt.
Bei der Bürgermeisterwahl 2011 wurde er bei einer Wahlbeteiligung von 55,6 % als Amtsinhaber mit 61,1 % der Stimmen wiedergewählt.
Bei der letzten Bürgermeisterwahl vom Mai 2019 gab es vier Bewerber, von denen keiner die erforderliche Mehrheit erreichte.

Bei der Stichwahl im Juni 2019 erhielten an Stimmen:
- Lutz Brockmann, SPD (54,03 %)
- Jens Richter, CDU (45,97 %)[24]

Ehemalige hauptamtliche Bürgermeister
- 1797–1806: Johann Wilhelm Conrad Brüel (Enkel des Johann Wilhelm Reinbeck)
- 1806–1837: Carl Christian Münchmeyer
- 1837–1855: Christoph Gottlieb Pfannkuche
- 1855–1890: Theodor Otto Münchmeyer
- 1890–1919: Wilhelm Schorcht
- 1919–1937: Friedrich Urban
- 1937–1945: Eduard Lang
- 1945–1946: Johann Thies (von der Besatzungsmacht eingesetzt)

Ehemalige ehrenamtliche Bürgermeister
- 1946–1948: Andreas Willmsen (DP-CDU)
- 1948–1951: Gustav Schäfer (SPD)
- 1951–1952: Andreas Willmsen (DP-CDU)
- 1952–1956: Gustav Schäfer (SPD)
- 1956–1961: Hartmut Friedrichs (Wahlgemeinschaft)
- 1961–1964: Johann Thies (CDU)
- 1964–1969: Kurt Winkel (SPD)
- 1970: Hanns Toonen (SPD)
- 1970–1990: Hartmut Friedrichs (CDU)
- 1990–2001: Wolfgang Krippendorff (CDU)
- 2001–2004: Angelika Lürman (CDU)

Ehemalige Stadtdirektoren
Nach Einführung der kommunalen Eingleisigkeit und Ablauf der Amtszeit des letzten Stadtdirektors sind beide Positionen seit dem 1. April 2004 im Amt des hauptamtlichen Bürgermeisters vereint.
- 1946–1947: Werner Cassebaum
- 1948–1955: Gustav Hoffmann
- 1955–1964: Helgo-Fritz Töwe
- 1964–1985: Kai Füllgraf
- 1985–2004: Dirk Richter

### Wappen
| Wappen von Verden | Blasonierung: „Das Wappen der Stadt zeigt ein schwarzes Nagelkreuz auf silbernem (weißem) Grund.“ |
| Wappen von Verden | Wappenbegründung: Das Wappen wurde zuletzt 1948 vom niedersächsischen Innenminister verliehen. Die älteste Abbildung ist auf einem Siegel von 1338 zu finden. Es galt seit dem 19. Jahrhundert lange Zeit als kleines Wappen der Stadt und war sowohl im Siegel der Norderstadt als auch der Süderstadt zu sehen. |

### Flagge
|  | 00Hissflagge: „Die Stadtflagge zeigt ein schwarzes Nagelkreuz auf weißem Grund.“ |

### Logo
|  | 00Logo: Das Logo zeigt den Schriftzug Verden und das Wappen der Stadt in oranger Farbe. |

### Partnerschaften und Patenschaften
Verden unterhält folgende Partnerschaften und Patenschaften:
- Partnerstädte
  -  Saumur/Frankreich (1967),
  -  Havelberg/Sachsen-Anhalt, Deutschland (1990),
  -  Warwick/Vereinigtes Königreich (1990),
  -  Zielona Góra (Grünberg)/Polen (1993),
  -  Stadt Bagrationowsk und Rajon Bagrationowsk (Preußisch Eylau) (1996),
  -  Stadt Górowo Iławeckie und Gmina Górowo Iławeckie (Landgemeinde Landsberg/Ostpreußen) (1996),
  -  Powiat Bartoszycki (Landkreis Bartenstein) (1993)

- Patenschaften
  - Kreisgemeinschaft Preußisch Eylau
  - Auf den Namen Verden wurde 1997 ein Airbus A319-114 (Kennung: D-AILU, Seriennummer: 744) der Lufthansa getauft. Das Flugzeug ist eines der wenigen in der Lufthansa-Flotte mit einer permanenten Sonderbemalung ("Cosmo" und "Lu"). Davor trug eine Lufthansa-Boeing 737-230 (D-ABMF, 23158/1089) den Namen der Stadt.
  - Patenschaft für das Schnellboot Hyäne der Deutschen Marine; das Boot gehört dem 7. Schnellbootgeschwader mit Heimathafen Warnemünde an.

- Verden ist im Kommunalverbund Niedersachsen/Bremen vertreten.

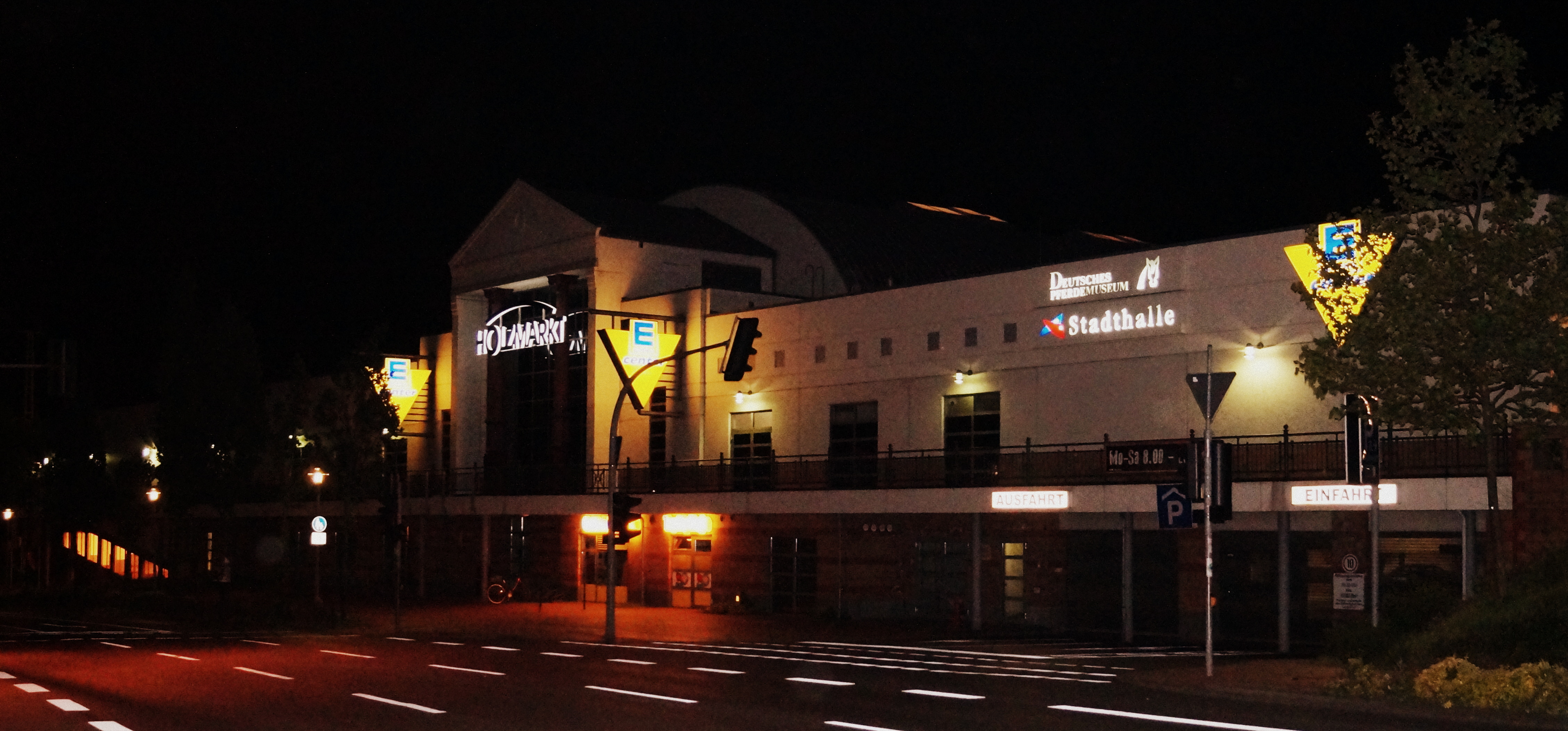
Verdener Stadthalle

## Kultur und Sehenswürdigkeiten

### Theater

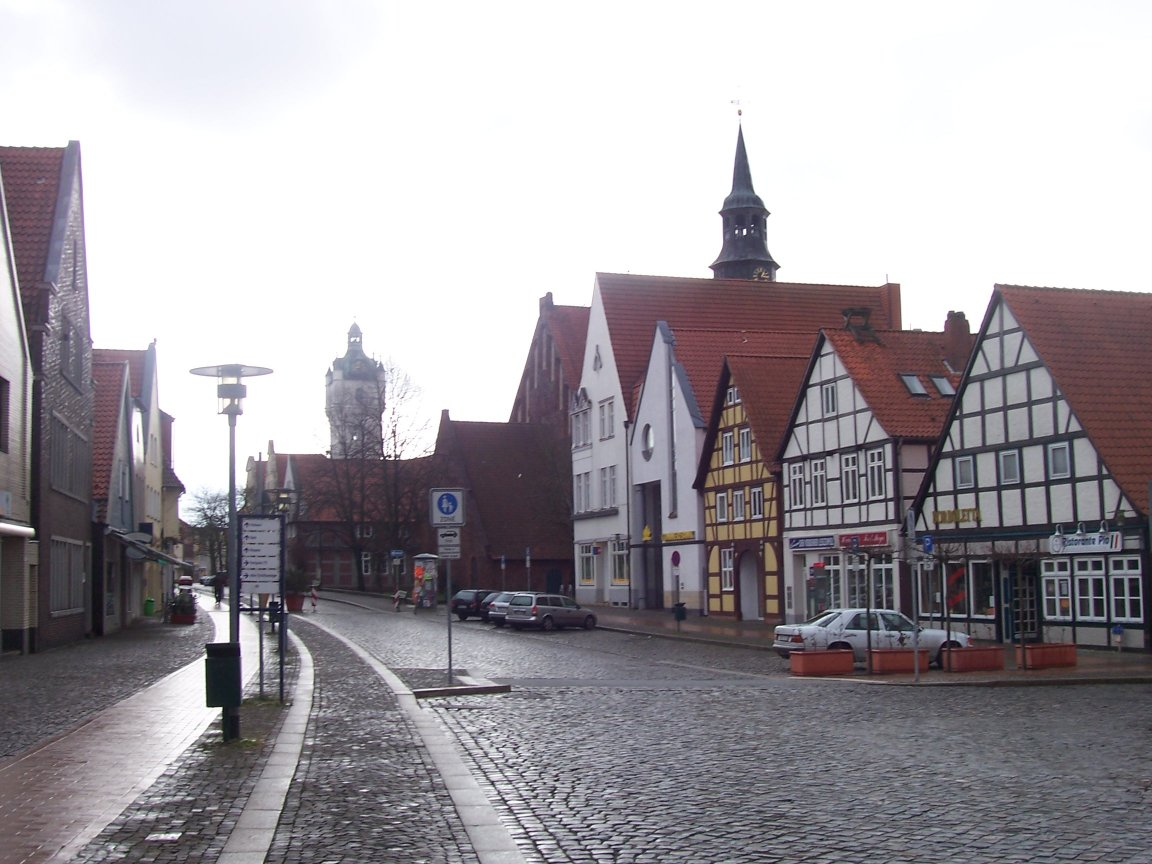
Große Straße mit dem Ostgiebel der Johanniskirche und dem Rathausturm

- Die örtliche Theatergruppe Aller Bühne[27] spielt vor allem im Saal des Landhotels Zur Linde im an der Weser gelegenen Ortsteil Hutbergen.
- In der Stadthalle[28] nördlich des Bahnhofs finden hin und wieder Vorführungen auswärtiger Ensembles statt.

### Museen
- Das Domherrenhaus. Historisches Museum Verden ist Teil einer herrschaftlichen Hofanlage von 1708 am oberen Rand des Fischerviertels. Seine Sammlung birgt u. a. eines der drei ältesten Holzartefakte der Menschheit, die „Lanze von Lehringen“. Der Fund dieses Gerätes im Skelett eines Waldelefanten dokumentiert ein Jagdgeschehen einer Neandertaler-Gruppe auf eines dieser Großtiere und ist für die Erforschung der Evolution des Menschen von weltweiter Bedeutung.
- Deutsches Pferdemuseum am Holzmarkt, welches deutschlandweit einzigartig die Kulturgeschichte des Pferdes und dessen Funktionen für den Menschen im Laufe der Jahrhunderte präsentiert.
- Der Magic Park Verden, ein Freizeitpark für Kinder, der sich auf Zauberkunst und Märchen spezialisiert hat.

### Stadtbild

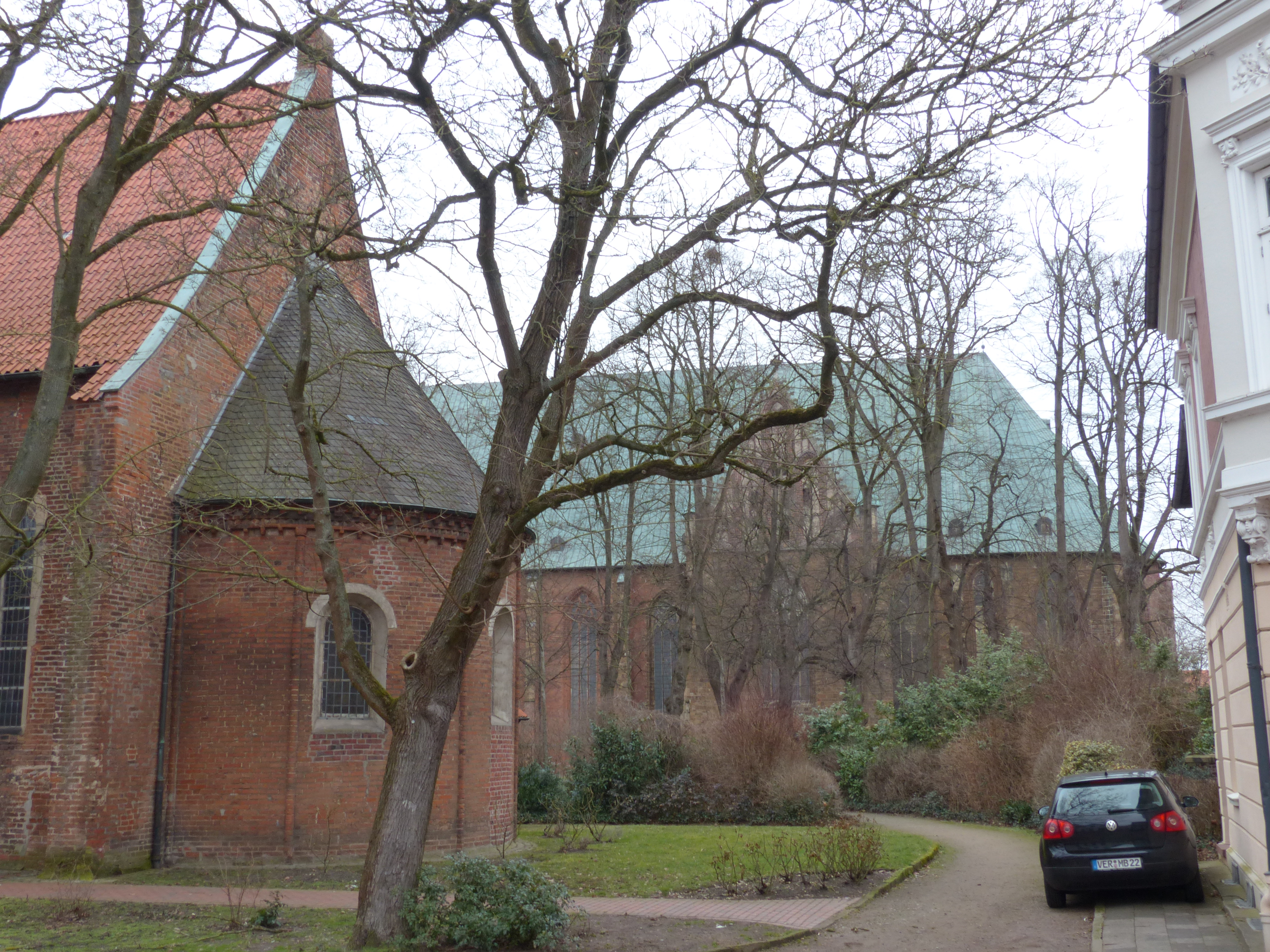
Apsis der Andreaskirche, Chor, Querhaus und Schiff des Doms

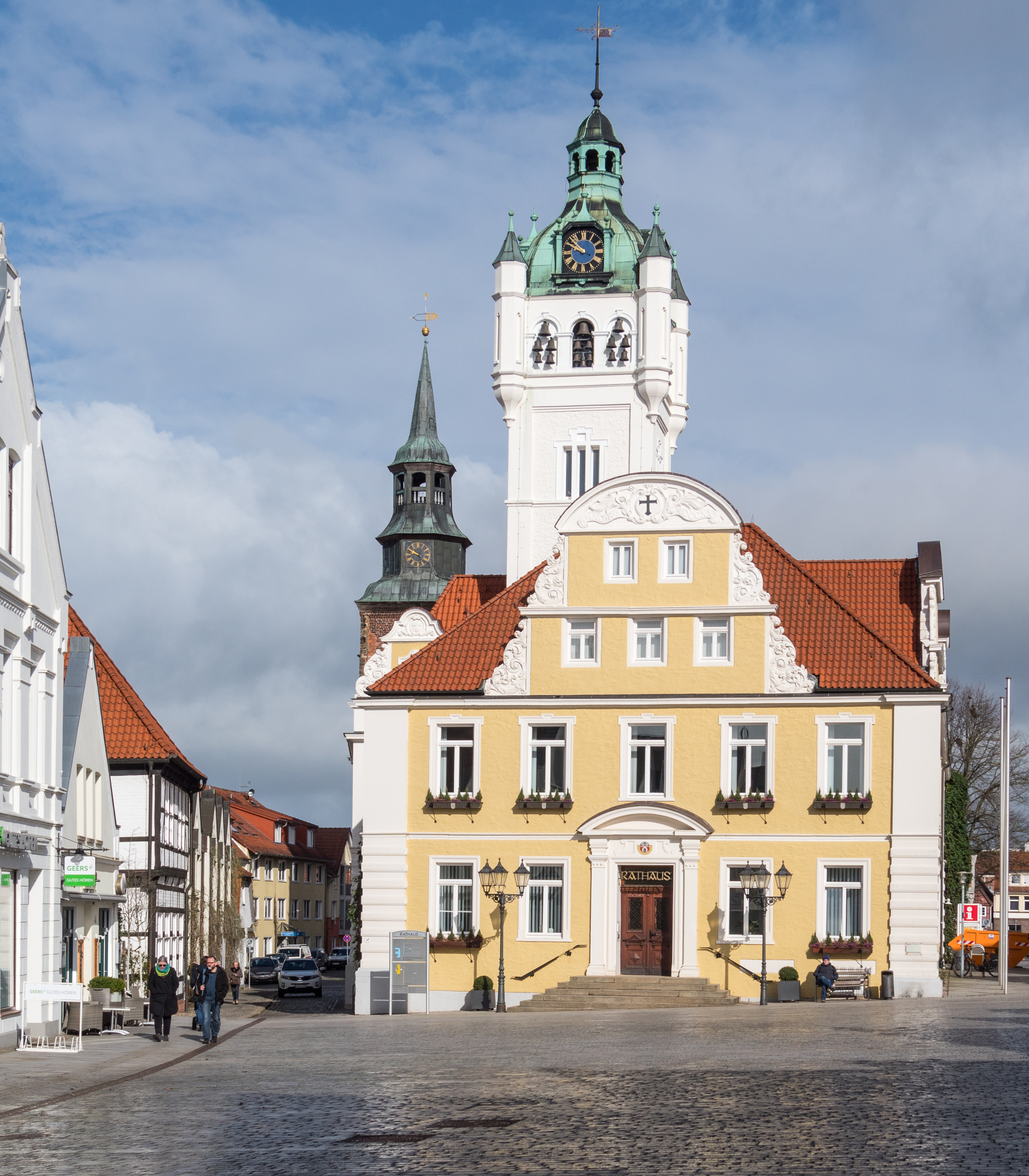
Rathaus und Rathausplatz

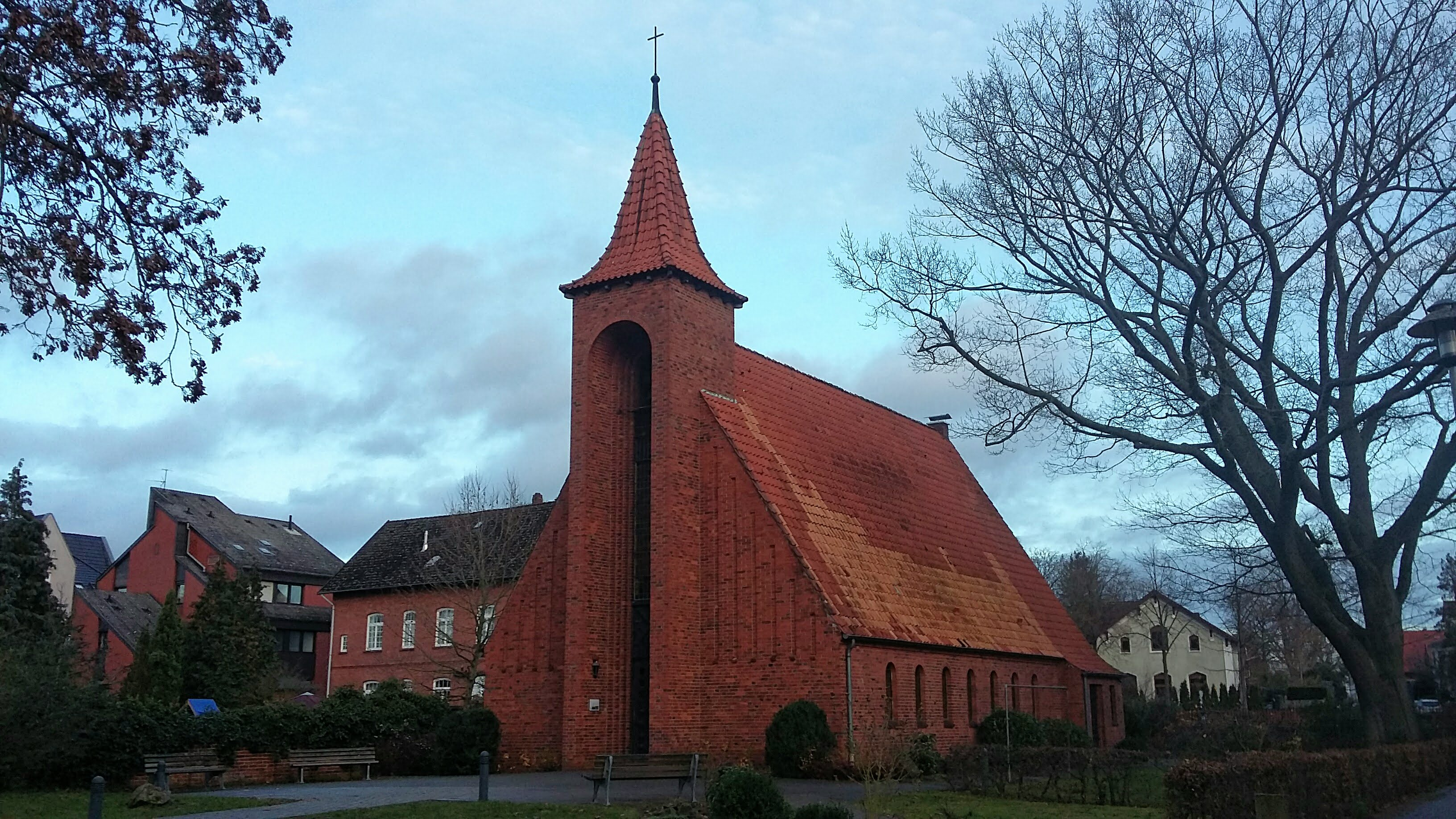
Zionskirche der SELK

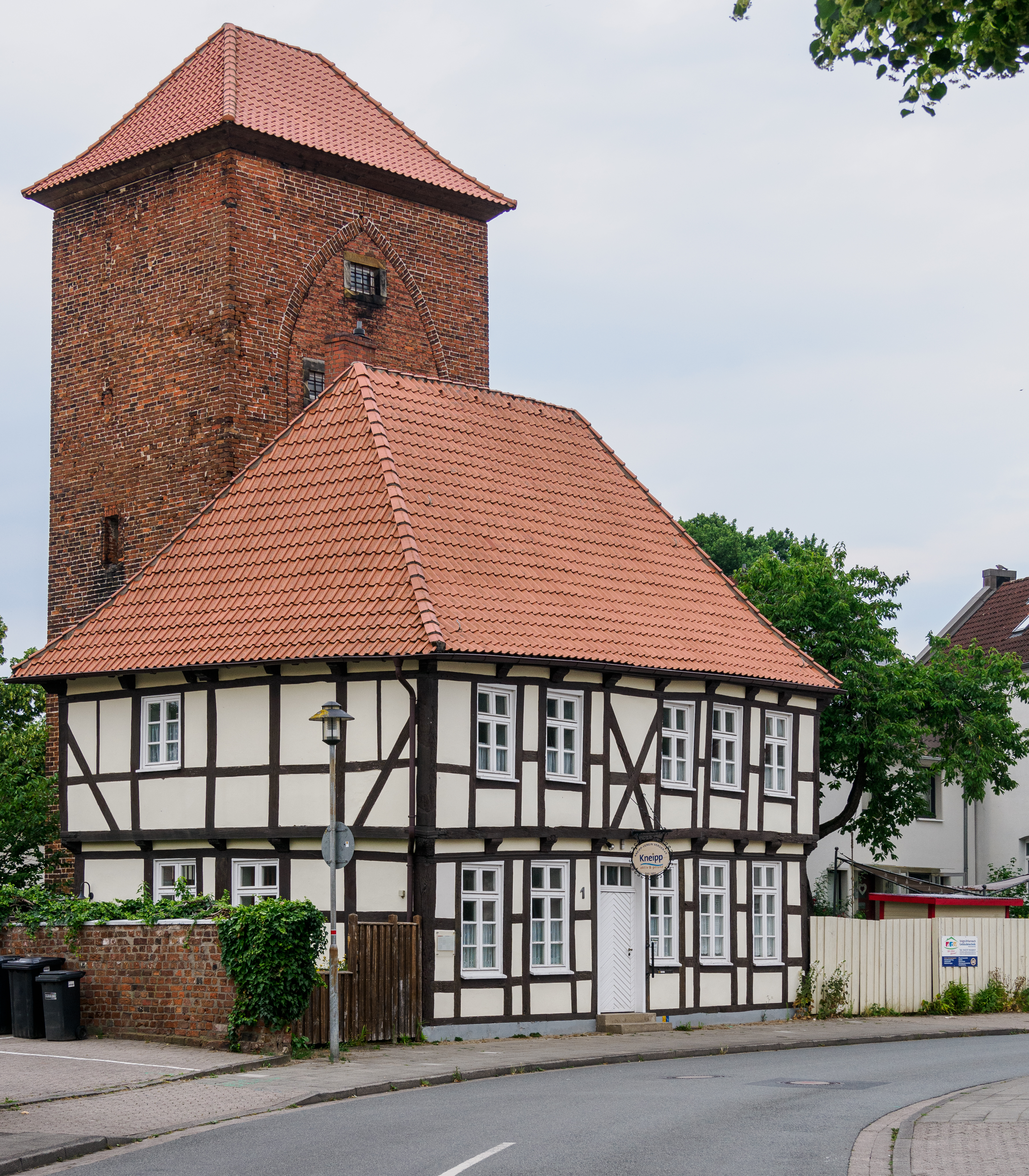
Scharfrichterhaus und Wehrturm

Die Verdener Altstadt liegt am Ostufer der Aller überwiegend auf leicht hügeligem Gelände. Sie gliedert sich in die Norderstadt um den Norderstädtischen Marktplatz und den Rathausplatz, das Domviertel im Süden um den Platz Lugenstein und den parkartigen Domkirchhof, das Fischerviertel unterhalb des Domviertels und den Sandberg südöstlich der Norderstadt. Die Fußgängerzone besteht überwiegend aus der Großen Straße und erstreckt sich zwischen dem Norderstädtischen Marktplatz und dem Lugenstein. Sie hat zahlreiche Fachwerkhäuser.
Vorstädte und Neubauviertel erstrecken sich östlich (um den Bahnhof), nördlich und südlich der Altstadt auf dem Geestrücken der Verdener Heide. Am Fuß der Geest liegt nordwestlich ein Gewerbegebiet. Links der Aller gibt es nur wenig städtische Bebauung, allerdings wachsen die eingemeindeten Dörfer dort zunehmend zu Vorstadtsiedlungen an.

### Bauwerke

#### Kirchliche Bauten
- Dom zu Verden, gotische dreischiffige Hallenkirche aus dem 13. und 15. Jahrhundert mit romanischem Backsteinturm aus der Mitte des 12. Jahrhunderts, dem vielleicht ältesten in Norddeutschland.
- St.-Andreas-Kirche, spätromanischer Backsteinbau, um 1200 errichtet, in dem die Grabplatte des Bischofs Yso aufbewahrt wird
- St.-Johannis-Kirche. Im Kern um 1150 errichtet, zählt sie zu den ältesten Backsteinkirchen Norddeutschlands. Die gotischen Seitenschiffe wurden im 14. Jahrhundert hinzugefügt. Der romanische Turm erhielt 1697 eine barocke Haube.
- Katholische Propsteikirche Sankt Josef, neuromanische dreischiffige Basilika aus Backstein von 1894,  nach Plänen von Richard Herzig
- Evangelisch-lutherische Zionskirche der SELK von 1938, Backsteinbau nach Entwurf des Berliner Architekten Richard Oertwig (1908–1944)[29]
- Ehemalige Nikolaikirche auf dem Sandberg. 1254 als Kapelle erwähnt, 1263 fertiggestellt. Im 14. Jahrhundert neuerbaute gotische Kirche; sie diente zuletzt bis 1810 als Garnisonskirche. 1814 profaniert, wurde sie zu einer Brauerei umgebaut. 1834 wurde der Turm abgebrochen, 1850 die Langhausgewölbe und 1906 der Chor sowie die Seitenschiffgewölbe. Nach Schließung der Brauerei wurde die im Innern inzwischen dreistöckig ausgebaute Kirche anders genutzt. Derzeit steht sie leer.[30][31][32]

#### Profanbauten
- Altes Rathaus, Barockbau aus dem 18. Jahrhundert. 1903–1905 wurde es umgebaut und erweitert, dabei der neubarocke Turm errichtet.
- Fachwerkhaus Strukturstraße 7, Ackerbürgerhaus von 1577.
- Gotischer Wehrturm am Piepenbrink aus Backstein; der letzte erhaltene Turm der 1838 weitgehend abgetragenen Stadtbefestigung. Anstelle vorher zu diesem Zweck genutzter Räumlichkeiten in einem Stadttor wurde er zum Gefängnis ausgebaut. Das neue Mauerwerk ist in dem fast die gesamte Gebäudehöhe einnehmenden Spitzbogen auf der Stadtseite zu erkennen.[33] Davor das Scharfrichterhaus, ein 1553 errichteter Fachwerkbau, 1714/1715 umgebaut[34]
- Syndikatshof am Norderstädtischen Markt
- Domherrenhaus, Domstraße 18
- Denkmal für John Lennon  in der Altstadt. Es erinnert an Dreharbeiten in der Verdener Altstadt zum Film Wie ich den Krieg gewann.

### Grünflächen und Naherholung

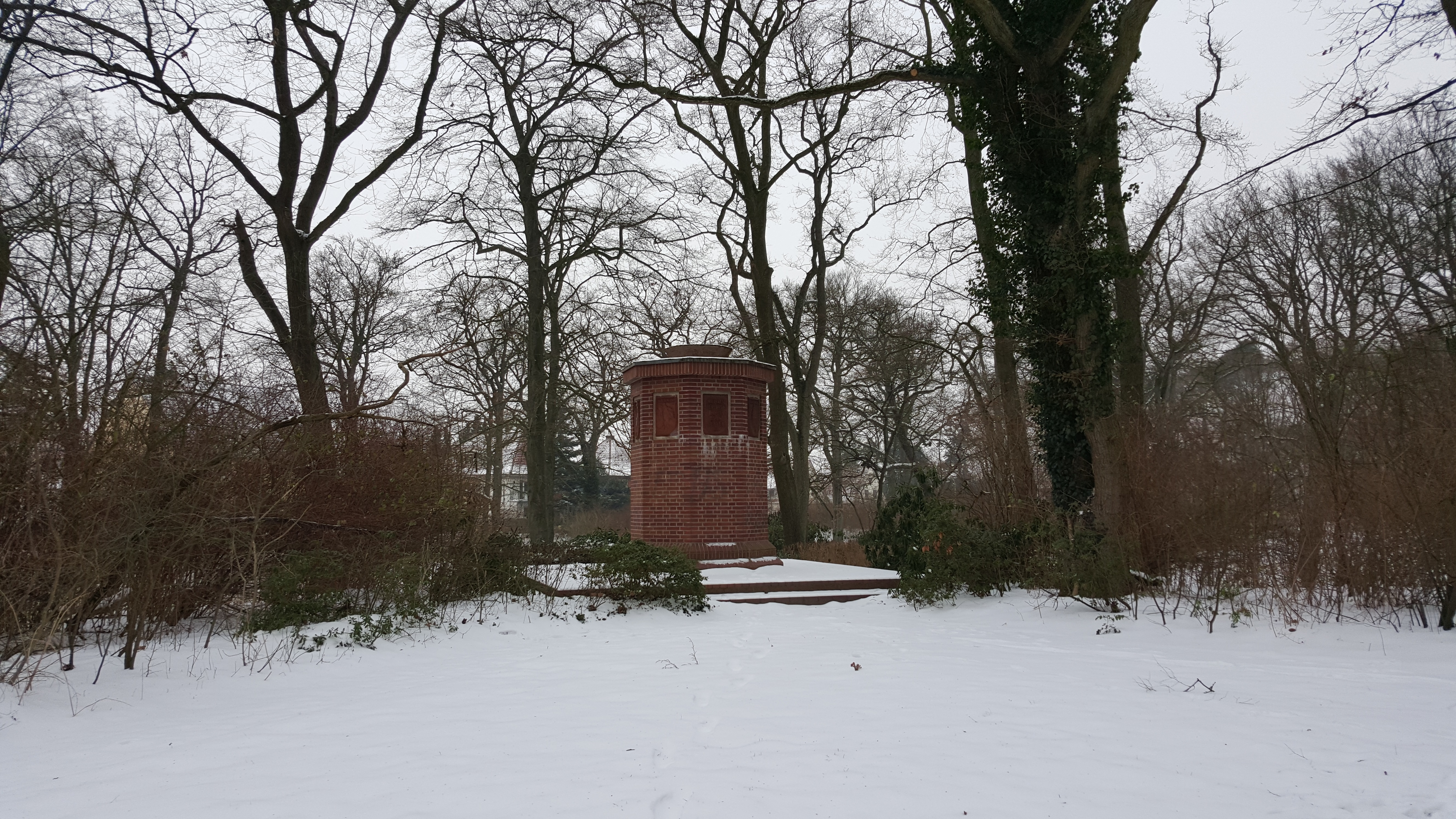
Mahnmal der Vertriebenen im Bürgerpark

- Im Sachsenhain (Ortsteil Dauelsen) stehen beiderseits eines von großen Eichen gesäumten Weges 4500 Findlinge, die 1935 zum Gedenken an die hier angeblich hingerichteten Sachsen aufgestellt wurden.
- Auf dem Domfriedhof befindet sich das Goldmanngrab, das durch seine Einzäunung auffällt. Am 11. Mai 1818 verstarb Franz Goldmann im jungen Alter von nur 20 Jahren infolge eines Jagdunfalls in Rieda bei Verden. Sein Vater, der Amtmann und Pächter zu Förste am Harz Christoph Goldmann, hielt die Erinnerung seines Sohnes durch ein Vermächtnis aufrecht, für das er 1000 Thaler stiftete. Am 11. Mai jeden Jahres sollte ein „unbescholtenes und tugendhaftes Mädchen“ 30 Thaler erhalten, wenn sie am gleichen Tag heiratete und am Tag zuvor das Grab von Franz Goldmann mit Blumen geschmückt hatte und dort betete. Das Vermächtnis wird heute noch erfüllt.
- Naturschutzgebiet Verdener Dünen
- Im Nordosten, unweit der Dünen, befindet sich die ehemalige Heilquelle Verdener Brunnen.

### Baumdenkmal
Ein Baumdenkmal für die Deutsche Einheit wurde am 10. November 2014 unter Schirmherrschaft und tätiger Mithilfe des Bürgermeisters Lutz Brockmann gepflanzt.

### Regelmäßige Veranstaltungen
- Schau der Besten, Rinderzuchtshow (einmal im Jahr)
- Pferdeauktionen, nationale und internationale Turniere, Pferderennen, Ausstellungen, Freizeit- und Breitensportfestival rund ums Pferd
- Verdener Domweih, eines der ältesten Volksfeste Norddeutschlands; in der Innenstadt (Anfang Juni)
- Verdener Wochenmarkt, jeden Dienstag und Freitag
- Lätarespende, Verteilung von Brot und Heringen als Vermächtnis von Klaus Störtebeker (am Montag nach dem Lätare Sonntag – drei Wochen vor Ostern)[35][36]
- Domfestspiele, saisonales Freilichttheater am Dom
- Verdener Jazz- und Bluestage
- Kurzfilmfestival Filmsalat, veranstaltet seit 1987 vom Kommunalkino Verden e. V.
- Autosonntag, einmal im Jahr
- Sport und Schau, einmal im Jahr, meistens Januar
- Verdener Tanznacht, dreimal im Jahr
- Dead Men’s Eve, seit 2003 jährlich am 2. Weihnachtstag

## Wirtschaft und Verkehr

### Unternehmen
- Mars Petcare, Anbieter im  Heimtierbedarf, größter Industriebetrieb in Verden.
- Lavazza Professional, Anbieter von Kaffeeautomaten
- Vemag Maschinenbau GmbH ist ein deutscher Hersteller von vollautomatisierten Maschinen, Geräten und modularen Produktionslinien für den Einsatz in der Nahrungsmittelindustrie und dem daran angelegtem Handwerk.
- Verden ist ein Zentrum der Pferdezucht. So hat der Verband der Hannoveraner-Pferde seinen Hauptsitz in Verden, in der zugehörigen Niedersachsenhalle werden auch die international besuchten Hannoveraner-Auktionen abgehalten. Daneben spielt die Rinderzucht ebenfalls eine bedeutende Rolle. Die hier ansässige Masterrind GmbH veranstaltet ebenfalls Auktionen in der Niedersachsenhalle
- Verden ist Sitz der deutschlandweit aktiven Bürgerbewegung Campact, die sich vor allem in Online-Kampagnen, politischen Debatten und auf Demonstrationen für soziale und ökologische Belange und mehr Demokratie einsetzt
- Bewegungsstiftung, eine bundesweit tätige Gemeinschaftsstiftung zur Unterstützung sozialer Bewegungen
- Block Transformatoren-Elektronik GmbH, Anbieter der Stromversorgungen, elektrischen Filtern und Transformatoren[37]
- Verdener Keks- und Waffelfabrik Hans Freitag
- Kühl- und Logistikunternehmen Nordfrost
- Verpackungsmaschinenhersteller Focke & Co.
- Matthäi Straßenbau
- Tierzucht Masterrind GmbH
- Europaweit agierender Spezialversender für Bastel- und Kreativmaterial VBS Hobby Service
- Badenhop Fleischwerke, Vemag Maschinen- und Anlagenbau, Thom Metall- und Maschinenbau,  Oelkers Bauunternehmung, Holzkamm Hochbau,  Vereinigte Informationssysteme Tierhaltung und  Hannoveraner-Zuchtverband
- Kreissparkasse Verden

### Verkehr

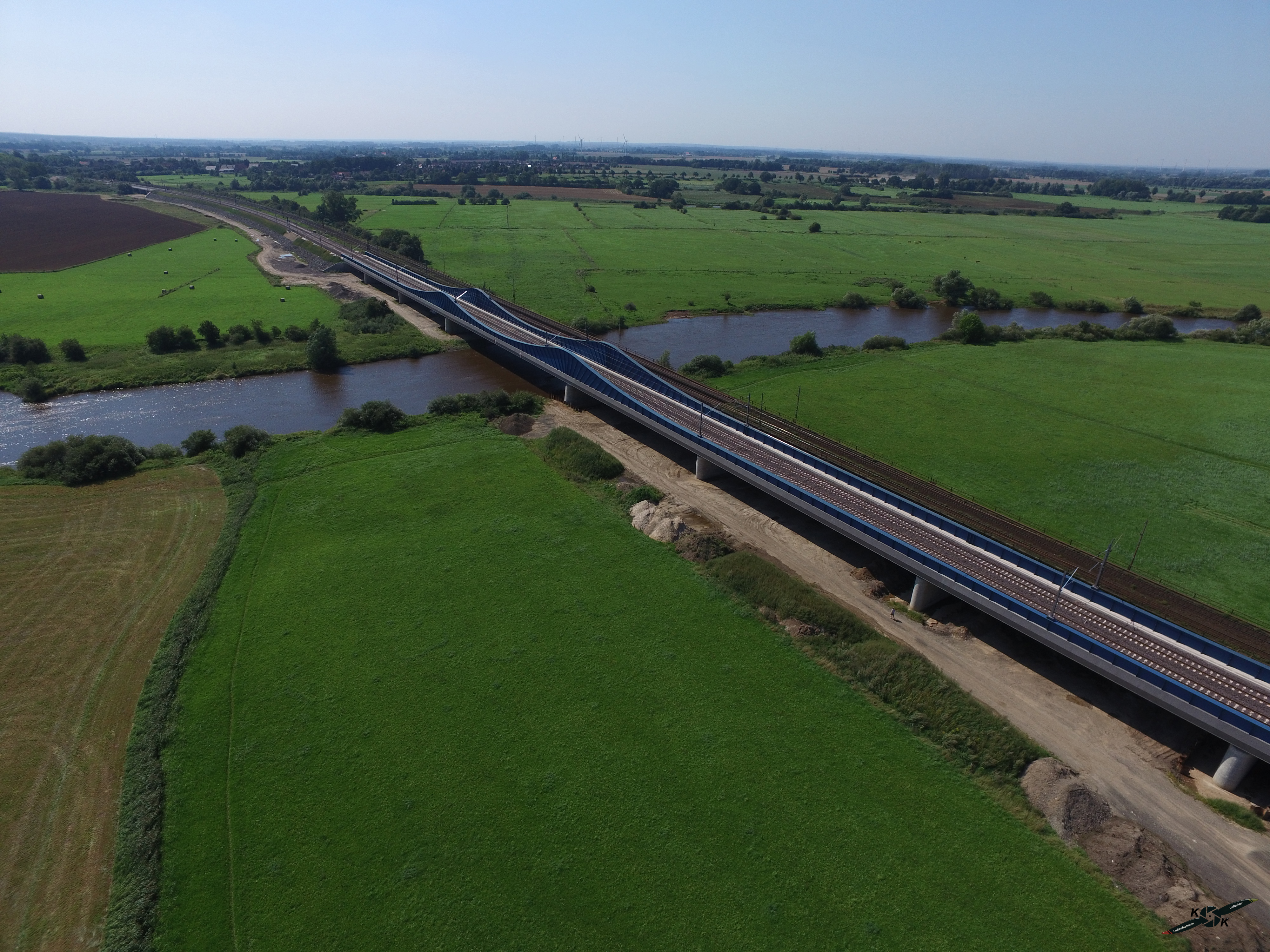
Eisenbahnbrücke Neubau (2015)

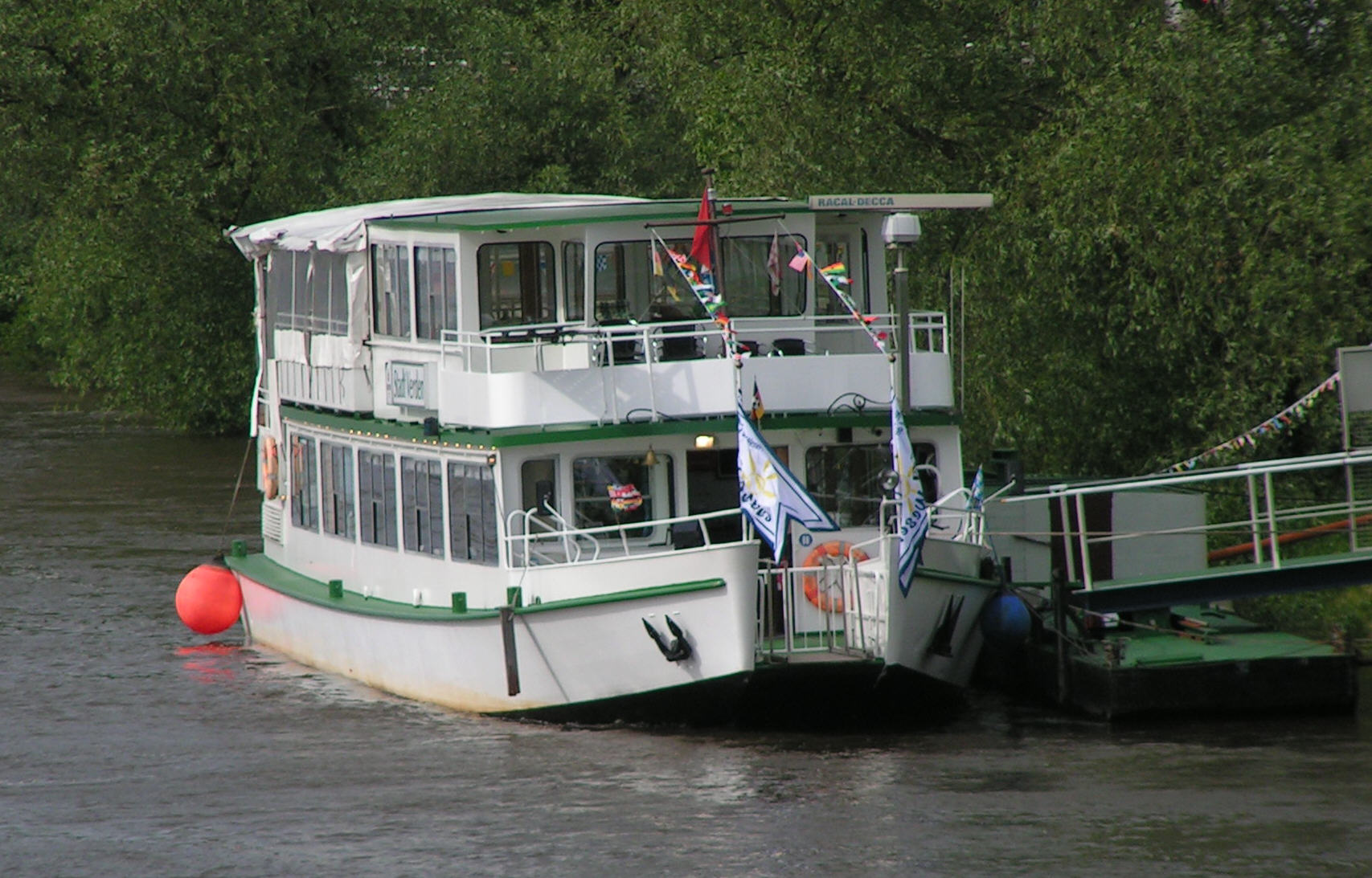
Fahrgastschiff am Anleger Verden

Der Bahnhof Verden verknüpft im Netz der Deutschen Bahn die Bahnstrecke Wunstorf–Bremen mit der nach Rotenburg (Wümme). Er ist Halt für Intercity-, Regionalexpress-, Regionalbahn- und (vereinzelt) ICE-Züge; von Verden sind die Großstädte Bremen, Hannover und Berlin direkt erreichbar. Seit Mitte Dezember 2011 ist Verden in das Netz der Regio-S-Bahn Bremen/Niedersachsen eingebunden.
Die Eisenbahnbrücke über die Aller ist seit 2016 ein Neubau, der den Vorgängerbau ersetzte, mit einer Gesamtlänge von 380 Metern.
Verden ist Sitz der Verden-Walsroder Eisenbahn (VWE), deren Stammstrecke in eine 12,5 km lange Bahnstrecke von Verden nach Stemmen und eine weitere von Böhme nach Walsrode zerfallen ist. Auf den VWE-Strecken findet seit Jahrzehnten nur Güterverkehr und gelegentlicher Museumseisenbahnverkehr statt. Unter anderem wird über die VWE das Mars-Werk an das Schienennetz angebunden. Darüber hinaus verfügt die Stadt über einige lokale und regionale Buslinien. Verden gehört dem Verkehrsverbund Bremen-Niedersachsen an. Der innerstädtische Verkehr und der Busverkehr nach Kirchlinteln wird von der Verdener Verkehrsgesellschaft (VVG, Tochter der VWE) versorgt, während die meisten regionalen Verbindungen von Bussen der Verden-Walsroder Eisenbahn, vereinzelt auch von der Weser-Ems Bus (WEB) bedient werden.
Verden liegt an der Bundesautobahn 27 Cuxhaven-Bremen-Walsrode, an der Bundesstraße 215 Rotenburg (Wümme)-Nienburg/Weser-Minden sowie an den Landesstraßen 171 Verden – Visselhövede – Schneverdingen und 203 Richtung Thedinghausen. Im Architekturmuseum der Technischen Universität Berlin gibt es drei Fotos, die den Bau der „Allerbrücke bei Verden“ dokumentieren.
Der touristisch Weser-Radweg verläuft durch Verden.

In Verden-Scharnhorst befindet sich der Flugplatz Verden-Scharnhorst, ein Verkehrslandeplatz (ICAO-Code: EDWV) für Maschinen bis 2000 kg Höchstabfluggewicht. Die Kernstadt liegt unmittelbar an der für die Binnenschifffahrt befahrbaren Aller (nur äußerst geringer Sportboot- und Ausflugsschiff-Verkehr; dafür zum Teil viele Kanu- und Kajakfahrer, sowie Ruderer), die im Norden des Stadtgebietes (Ortsteil Eissel bei Dauelsen) in die Weser mündet. Die Weser wird auch für die gewerbliche Binnenschifffahrt genutzt. Das Ausflugsschiff fährt gelegentlich nach Intschede und Bremen. Die Lage an zwei Flüssen führt regelmäßig zum Ende des Winters zu Hochwasser. Dabei werden zumeist die Landesstraße 203 (Verden-Blender) sowie die Kreisstraße zwischen Eissel und Verden sowie Eissel und Langwedel überflutungsbedingt gesperrt. Eissel ist dann vorübergehend nur per Boot zu erreichen, Autofahrer aus Richtung Blender müssen kilometerweite Umwege über Hoya (Kreis Nienburg) oder Achim in Kauf nehmen. 

## Infrastruktur

### Öffentliche Einrichtungen
- Rathaus der Stadt Verden (Aller), Große Straße 40, 27283 Verden (Aller)
- Stadtbibliothek, Am Holzmarkt 7
- Freiwillige Feuerwehr, Lindhooper Straße 52
- Eigenbetrieb Abwasserbeseitigung
- Verden ist mit Achim (Landkreis Verden) Standort der Aller-Weser-Klinik, eines Krankenhauses im ProDiako-Verbund in kommunaler Trägerschaft.
- Kindertagesstätten: sieben städtische Kindertagesstätten und fünf Kindertagesstätten von freien Trägern

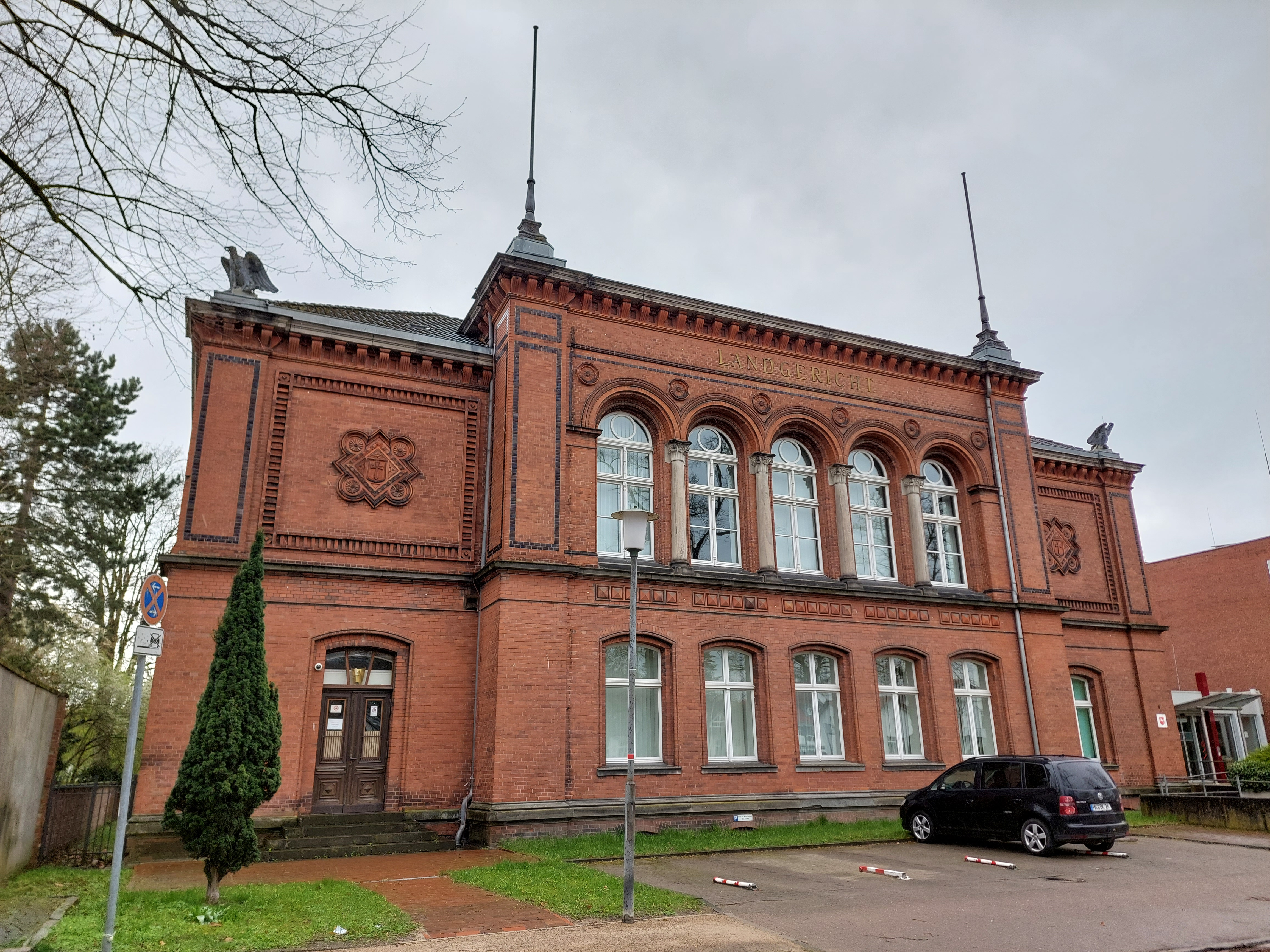
Landgericht Verden (Aller)

- Jugendherberge Verden

### Justiz
- Amtsgericht Verden (Aller), Johanniswall 8, 27283 Verden (Aller)
- Landgericht Verden, Johanniswall 6, 27283 Verden (Aller)
- Arbeitsgericht Verden, Bürgermeister-Münchmeyer-Straße 4, 27283 Verden (Aller)

### Bildung
- Fünf Grundschulen (am Lönsweg, am Sachsenhain, Jahnschule, Nicolaischule, Walle)
- Eine Oberschule (Zusammenführung aus der Realschule Verden sowie der Klaus-Störtebeker Hauptschule)
- Andreasschule und Janusz Korczak-Schule als Förderschulen
- Gymnasium am Wall
- Domgymnasium Verden, das Nachfolger einer vor 1002 bestehenden Schule ist
- Berufsbildende Schule Verden
- Kreisvolkshochschule.

### Kirchen und Religion
Evangelische Gemeinden
Seit der Reformation ist Verden evangelisch-lutherisch geprägt. Heute ist es Sitz des Kirchenkreises Verden der Evangelisch-lutherischen Landeskirche Hannovers. Es gibt vier dazu gehörende Kirchengemeinden.
Außerdem sind ansässig:
- Selbständige Evangelisch-Lutherische Kirche (Zionsgemeinde)
- Evangelisch-Freikirchliche Gemeinde (Baptisten)[40]
- Freie Christengemeinde
- Adventgemeinde

Katholische Kirche
Verden ist Sitz eines römisch-katholischen Dekanats im Bistum Hildesheim mit Sitz in der Propsteikirche Sankt Josef.
Neuapostolische Kirche
Die Neuapostolische Kirche hat eine Gemeinde in Verden.
Zeugen Jehovas
Die Zeugen Jehovas unterhalten in der Borsteler Chaussee im Stadtteil Eitze einen Königreichssaal.
Islamische Gemeinde
In der Verdener Innenstadt, unweit des Domes, befindet sich in einem früheren Lagergebäude eine islamische Moscheegemeinde, die organisatorisch zur DITIB gehört.
Jüdische Gemeinde
Bis 1938 existierte in Verden eine jüdische Gemeinde mit einer Synagoge im Bereich des Johanniswalls, nahe dem heutigen Justizzentrum. Diese Synagoge wurde im Zuge der Reichspogromnacht zerstört, an die Gemeinde erinnert noch ein erhaltener jüdischer Friedhof an der Ecke Ahornweg/Eichenweg.

### Sport
Verden hat ein Sportangebot mit über 40 Sportvereinen. Es gibt viele kleinere Freiluftanlagen und Sporthallen sowie das Stadion am Berliner Ring und die Aller-Weser-Halle. Im Rahmen des Host Town Programs der Special Olympics World Summer Games 2023 betreute Verden die Delegation von Special Olympics Armenien vor den Weltspielen in Berlin.
In der Niedersachsenhalle finden überwiegend Veranstaltungen des Reitsports und Viehauktionen statt.

#### Verdener Auktion
Seit 1949 veranstaltet der Hannoveraner Verband die Verdener Auktion in der Niedersachsenhalle. Alle zwei bis drei Monate werden Pferde für verschiedene Anforderungen aus dem Zuchtgebiet versteigert. Es werden Fohlen, Zuchtstuten, gekörte Hengste und Reitpferde für die Disziplinen Dressur, Springen, Vielseitigkeit und Freizeit angeboten, sowie Pferde für den Fahrsport. Die Pferde werden vor der Auktion tierärztlich untersucht.

## Persönlichkeiten

### Ehrenbürger der Stadt Verden
- 1862: Wilhelm Freiherr von Hammerstein, 1854–1862 Amtmann (Landrat) des Kreises Verden, später Minister des Königs von Hannover
- 1868: Hermann Gottlieb Plass, 1833–1871 Direktor des Verdener Domgymnasiums
- 1887: Friedrich Georg Wilhelm Müller, Justizrat, Bürgervorsteher
- 1890: Theodor Otto Münchmeyer, 1855–1890 Bürgermeister der Stadt Verden
- 1919: Wilhelm Schorcht, 1890–1919 Bürgermeister der Stadt Verden

### Söhne und Töchter der Stadt

#### Bis 1800
- Detmar Kenckel (1513–1584), Bremer Ratsherr und Bürgermeister
- Georg Loth der Ältere (1579–1635), Mediziner, Professor der medizinischen Fakultät Königsberg
- Catharine Wolpmann (1603–?), wegen Hexerei angeklagt und freigesprochen
- Andreas Scheele (v. 1638 – 1677), Goldschmied und Münzmeister
- Johann Eberhard Busmann (1644–1692), evangelisch-lutherischer Theologe
- Samuel von La Roche-Starkenfels (1664–1722), Generalmajor in der Hessen-kasselschen Armee
- Christoph von Weselow (v. 1667 – 1695), Komitialgesandter auf dem Immerwährenden Reichstag in Regensburg und Gesandter auf der kaiserlichen Hofburg in Wien
- Johann Diedrich Lappenberg (1672–1727), lutherischer Theologe
- Carl Johann Friedrich Haltmeier (1698–1735), Organist und Komponist
- Johann Dieterich Leyding (1721–1781), Fabeldichter, Lyriker und Publizist
- Gerhard Matthäus Friedrich Brawe (1745–1787), Mediziner und Autor
- Johann Friedrich Barnstedt (1750–1839), Jurist, Gutsbesitzer und Bürgermeister von Delmenhorst
- Johann Daniel Scheller (1758–1837), Mediziner, praktizierender Arzt und Geburtshelfer
- Friedrich von Bülow (1762–1827), preußischer Verwaltungsjurist
- Christoph Gottlieb Pfannkuche (* 1785–1868), Verwaltungsjurist und Historiker
- Karl August Pfannkuche (1794–1869), Hannoverscher Generalleutnant und Präsident des Generalkriegsgerichts
- William Adolph von Hassell (1796–1865), Hannoverscher Generalleutnant und Hippologe
- Viktor von Alten (1800–1879), hannoverscher Geheimer Rat

#### 1801 bis 1900
- Carl Detlev Marschalck von Bachtenbrock (1802–1864), königlich-hannoverscher Landdrost
- Johann Hinrich Bockelmann (1804–1868), Hamburger Fabrikant und Abgeordneter
- Georg Friedrich Bolte (1809–1877), Maler
- Friedrich Wyneken (1810–1876), Missionar und Pastor
- Christian Heinrich Plaß (1812–1878), Pädagoge und Politiker
- Georg von Alten (1815–1882), Diplomat
- Ernst Cammann (1818–1875), Kultusbeamter und Konsistorialrat
- Ferdinand Lohmeyer (1826–1911), Chirurg und Hochschullehrer
- Heinrich Otto Reddersen (1827–1908), Pädagoge und Sozialpfleger
- Eggert Ludwig von Estorff (1831–1903), preußischer Generalmajor und Chefredakteur des Militär-Wochenblattes
- Marcus Lehmann (1831–1890), orthodoxer Rabbiner
- William von Hassell (1833–1915), sächsischer Major und Historiker
- Heinrich Müller (1834–1906), Richter im Königreich Hannover
- Carl Feldtmann (1841–1910), Erfinder des Hotdog in Coney Island, Bundesstaat New York
- Wilhelm Heß (1841–1918), Botaniker und Zoologe
- Wilhelm Fiehn (1851–1931), Schuldirektor
- Franz von Issendorff (1851–1908), preußischer Generalmajor
- Siegmund Seligmann (1853–1925), langjähriger Generaldirektor der Gummiwerke Continental AG in Hannover
- August von der Wense (1854–1930), Rittergutsbesitzer und Mitglied des Deutschen Reichstages
- Anita Augspurg (1857–1943), Frauenrechtlerin, Wahlrechtreformerin
- Wilhelm Grosse (1857–1935), Lehrer, Meteorologe und Physiker
- Otto von der Decken (1858–1937), sächsischer Generalleutnant
- Karl von Hammerstein-Gesmold (1866–1932), Verwaltungsjurist, Politiker und Ehrenritter des Johanniterordens
- Friedrich Lindhorst (1867–1950), Tierarzt
- Paul Freye (1869–1958), Gartenarchitekt und Gartenbaudirektor
- Hermann Schröder (1876–1942), Zahnarzt, Professor in Greifswald und Berlin
- Otto Hoffmann (1878–1963), Politiker
- Heinrich Clausen (1879–1966), Kommunalpolitiker (SPD, SED), Buchhändler, Verleger, Fotograf und Gastronom
- Eberhard Hagemann (1880–1958), Rechtsanwalt
- Edgar Pauly (1880–1951), Schauspieler und Spielleiter
- Bernhard Karnatz (1882–1976), Jurist, evangelischer Geheimer Oberkonsistorialrat
- Adolf Köster (1883–1930), Politiker und Diplomat
- Hermann Ohlthaver (1883–1979), deutsch-namibischer Unternehmer
- Dietrich Mahnke (1884–1939), Philosoph und Mathematikhistoriker
- Alfred Andreesen (1886–1944), Reformpädagoge
- Thomas-Emil von Wickede (1893–1944), Offizier, zuletzt General der Infanterie im Zweiten Weltkrieg
- Günther Lohmann (1895–1978), Generalleutnant der Luftwaffe der Wehrmacht
- Gerhard Lindemann (1896–1994), Offizier, zuletzt Generalmajor im Zweiten Weltkrieg
- Hermann Ulrich Albrecht (1897–1995), Röntgenologe, Strahlentherapeut und Hochschullehrer
- Herta Schubart (1898–1975), Kulturjournalistin
- Helen Wiehen (1899–1969), Malerin und Paramentenstickerin
- Andreas Willmsen (1899–1980), Politiker (DP)
- Harry Metterhausen (1900–1973), Politiker (SPD)

#### Ab 1901
- Adolf Heincke (1901–1986), Politiker (NSDAP)
- Hans Meyboden (1901–1965), Maler, Professor an der Karlsruher Akademie der Bildenden Künste
- Hellmut Müller-Celle (1903–1982), Architekt, Tänzer und Maler
- August Finke (1906–1995), nationalsozialistischer Politiker (NSDAP/SRP)
- Hans Ludwig Kulenkampff (1911–1984), Jurist und Politiker (CDU)
- Fritz Verdenhalven (1911–1993), Bibliothekar, Heimatkundler und Genealoge
- Hartwig Beseler (1920–2005), Kunsthistoriker, Denkmalpfleger und Landeskonservator
- Hanna Zuschneid (1922–2010), Turnerin
- Claus Ocker (1923–2015), Sänger klassischer Musik und Hochschullehrer
- Willibert Brockmann (1925–1986), Politiker (SPD)
- Heinz Josef Varain (1925–2011), Politikwissenschaftler
- Ernst Truscheit (1926–2009), Chemiker
- Günter Bemmann (1927–2018), Rechtswissenschaftler und Hochschullehrer
- Hanns Hoffmann (1930–2014), Architekt
- Werner Limbach (1932–2021), Radrennfahrer
- Götz Landwehr (1935–2017), Rechtswissenschaftler
- Uwe Tewes (* 1939), Psychologe und Hochschullehrer
- Wolfgang Karcher (1940–1999), Jurist und Erziehungswissenschaftler
- Dietrich Dickertmann (* 1941), Wirtschaftswissenschaftler und Hochschullehrer
- Walter Jasper (1942–2023), Hörfunkkommentator
- Udo Worschech (* 1942), Theologe, Palästina Archäologe, Hochschulprofessor, ehem. Hochschulrektor
- Martin Biermann (* 1943), Kommunalpolitiker (CDU)
- Fritz Graack (* 1945), Schlagzeuger
- Wolfgang Otto (1947–2025), Generalleutnant des Heeres der Bundeswehr und zuletzt Befehlshaber des Heeresführungskommandos
- Manfred Schlüsselburg (* 1947), Nationenpreisreiter, Springreiter und Regionaltrainer
- Hartwig Fischer (* 1948), Politiker (CDU)
- Uwe Japp (* 1948), Literaturwissenschaftler und Hochschullehrer
- Marie-Luise Hemme (1949–2021), Politikerin (SPD)
- Hermann König (* 1949), Mathematiker
- Uwe Bork (* 1951), Journalist und Sachbuchautor
- Ulrich Kumme (* 1951), Politiker und Vorsitzender Richter am Landgericht Hildesheim
- Johannes von Lüpke (* 1951), evangelischer Theologe und Universitätsprofessor
- Kuno Kruse (* 1953), Journalist und Autor
- Heinz-Dieter Freese (* 1957), Theologe und Luftbildarchäologe
- Holger Mühlenkamp (* 1958), Ökonom und Hochschullehrer
- Lutz Schnell (* 1960), Schauspieler und Synchronsprecher
- Gerd Hujahn (* 1961), Politiker (SPD)
- Barbara Messer (* 1962), Sachbuchautorin
- Thomas Rönnau (* 1962), Professor an der Bucerius Law School in Hamburg
- Michaela Kolster (* 1964), Fernsehjournalistin und Moderatorin
- Volker Münz (* 1964), Politiker (AfD)
- Lee Bauers (* 1965), Schriftstellerin von Fantasy- und Liebesromanen
- Ralf Heincke (* 1968), Sportjournalist, Sportkommentator und Unternehmer
- Andreas Mattfeldt (* 1969), Politiker (CDU)
- Thorsten Williges (* 1969), Handballspieler
- Lars Steinsträßer (* 1970), Mediziner und Hochschullehrer
- Petra Mattfeldt (* 1971), Autorin und Verlegerin
- Chan-jo Jun (* 1974), Rechtsanwalt
- Adrian Mohr (* 1974), Politiker (CDU)
- Nikolaus Marsch (* 1977), Rechtswissenschaftler und Hochschullehrer
- Florian Langmann (* 1983), Pokerspieler
- Florian Benfer (* 1984), Dirigent und Chorleiter
- Maria Penner (* 2006), Fußballspielerin

### Mit Verden verbunden
- Johann Bornemacher († 1526), lutherischer Theologe und Märtyrer, auf dem Scheiterhaufen in Verden verbrannt
- Johann Hering (1599–1658), Syndicus des ##hochstifts
- Joachim Friedrich Haltmeier (1668–1720), Jurist, Kantor, Autor und Komponist
- Justus Diederich Heidmann (1694–1743), Philologe, Rektor des Domgymnasiums in Verden
- Carl Conrad Best (1765–1836), britischer Offizier und hannoverischer Generalmajor, als Pensionär in Verden
- Friedrich Lang (1778–1859), Jurist und Politiker, Stadtsyndikus in Verden
- Karl von Einem (1853–1934), von 1873 bis 1876 Regimentsadjutant in Verden, späterer preußischer Kriegsminister
- Wilhelm von Dommes (1867–1959), Generalleutnant
- Ernst Brändel (1883–1947), ab 1941 NSDAP-Kreisleiter in Verden
- Karl Weber (1885–1945); NSDAP-Politiker; 1933 bis 1945 Landrat des Kreises Verden
- Walther von Seydlitz-Kurzbach (1888–1976), General der Artillerie
- Ernst Kühlbrandt (1891–1975), Maler
- Ludwig Stubbendorff (1906–1941), Reitsportler
- Hans Joachim Köhler (1917–1997), Hippologe, Begründer der hannoverschen Reitpferde-Auktionen
- Rosemarie Taube (1923–2022), Vizepräsidentin des Landgericht Verden
- Helga Köhler (1925–2014), Springreiterin
- Detlef Schünemann (1930–2025), Apotheker und ehrenamtlicher Denkmalpfleger
- Rigolf Hennig (1935–2022), Arzt, rechtsextremer Publizist, Holocaustleugner, Politiker (NPD)
- Tillmann Benfer (* 1956), Kirchenmusikdirektor
- Henning Pertiet (* 1965), Blues- und Jazz-Pianist
- Artur Becker (* 1968), in Verden lebender Schriftsteller
- Sven Giegold (* 1969), Wirtschaftswissenschaftler und Politiker
- Christoph Bautz (* 1972), attac-Mitbegründer, Gründer und Geschäftsführer der NGO Campact in Verden
- Peter Bohlmann (* 1972), Politiker, Landrat des Landkreises Verden
- Spookey Ruben (* 1972), Musiker
- Rafael Czichos (* 1990), Fußballspieler, spielte in der Jugend für den FC Verden 04

## Film
- Bilderbuch Deutschland: Verden – die Reiterstadt. Dokumentation, 45 Min. Ein Film von Britta Lübke, Produktion: Radio Bremen, Erstsendung: Sonntag, 5. November 2006.